# Rue de Courcelles (Reims)
Pour l’article homonyme, voir Rue de Courcelles.
La rue de Courcelles  est une voie de la commune de Reims, située au sein du département de la Marne, en région Grand Est.

## Situation et accès
La rue de Courcelles appartient administrativement au quartier Clairmarais - Charles Arnould. Elle commence au sud de la gare centrale pour aller vers le village de Courcelles elle traverse le port Colbert pour arriver rue Marguerite Harang.

## Origine du nom
Elle porte ce nom car elle se dirige vers le village de Courcelles.

## Historique
Cette rue résulte de la fusion en 1901 de la « rue de Courcelles » et du « chemin de Courcelles » sous le nom de rue de Courcelles et fut prolongée en 1951.

## Bâtiments remarquables et lieux de mémoire
- Les façades de plusieurs immeubles de style Art-déco.
- Le local du journal L'Union.

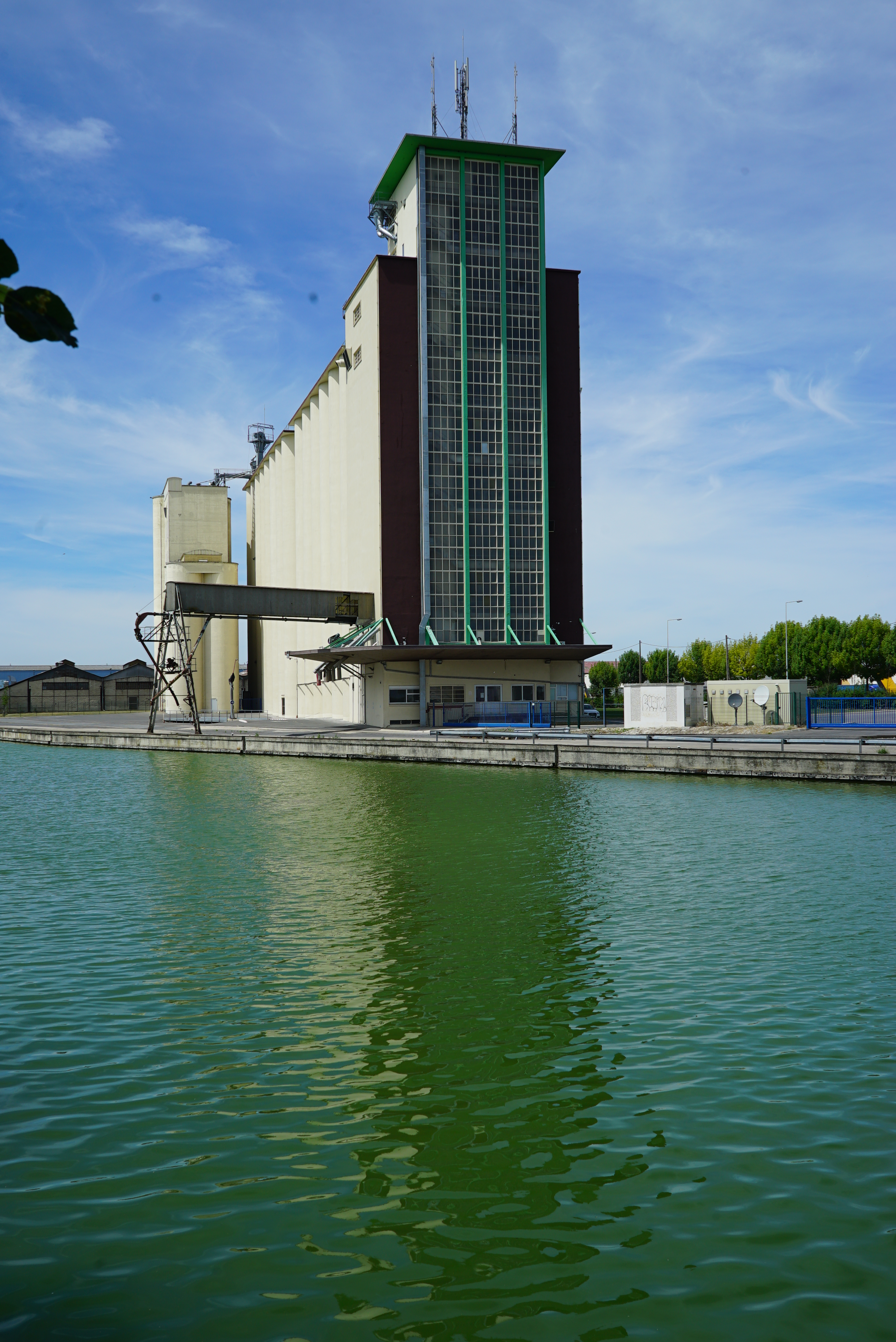
Silo au port Colbert.
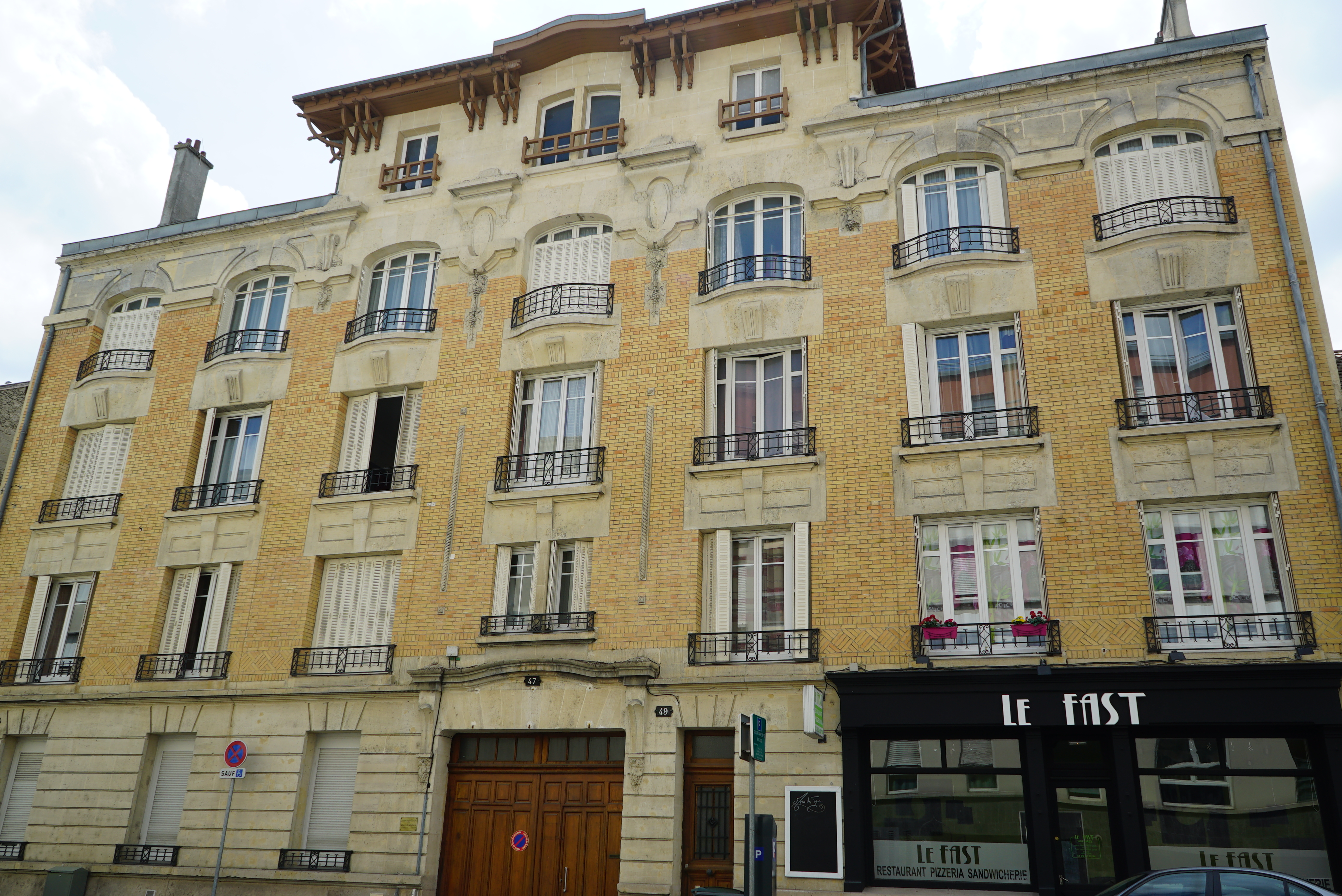
Le 49 rue de Courcelles.
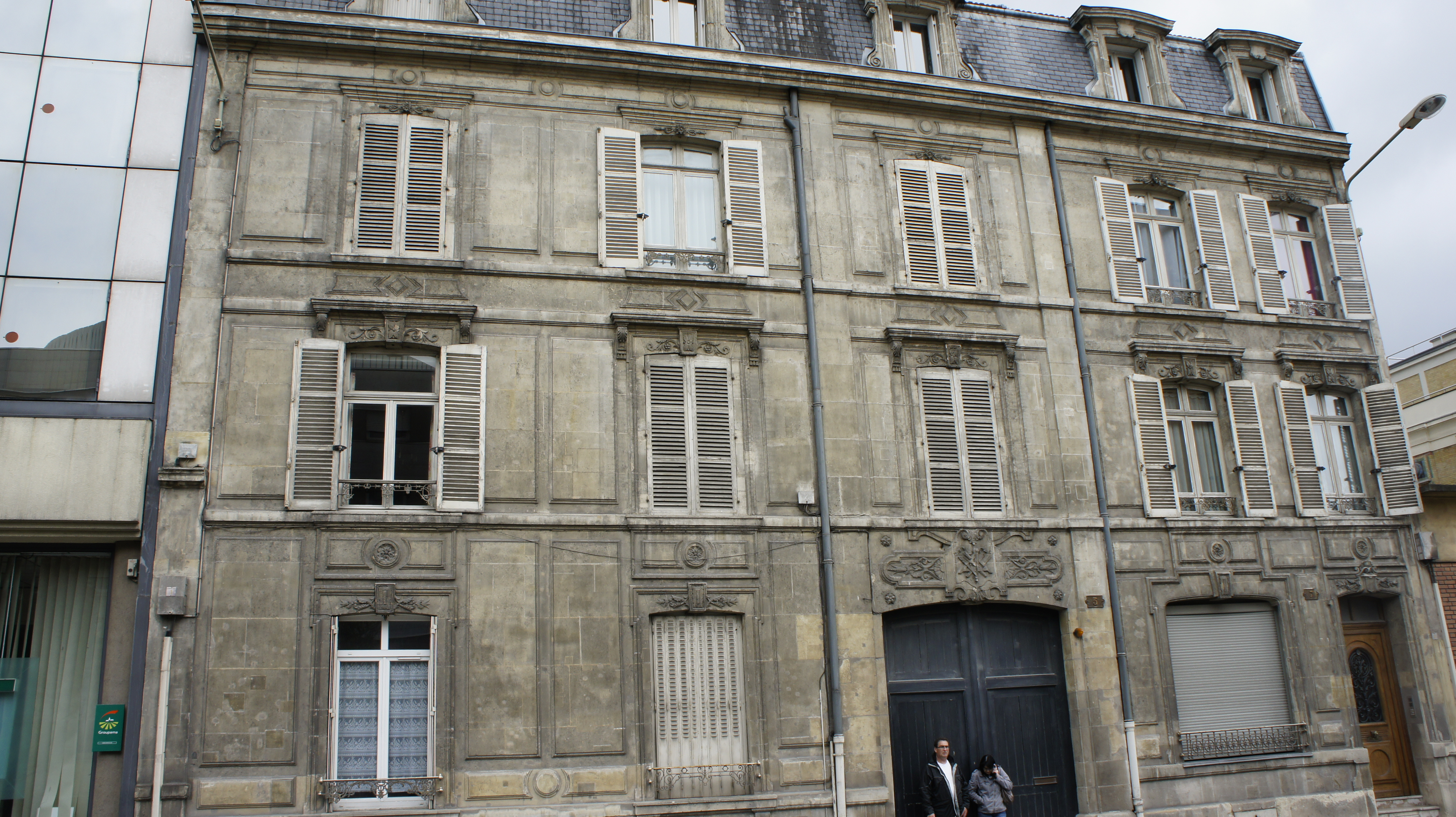
La maison du 3.
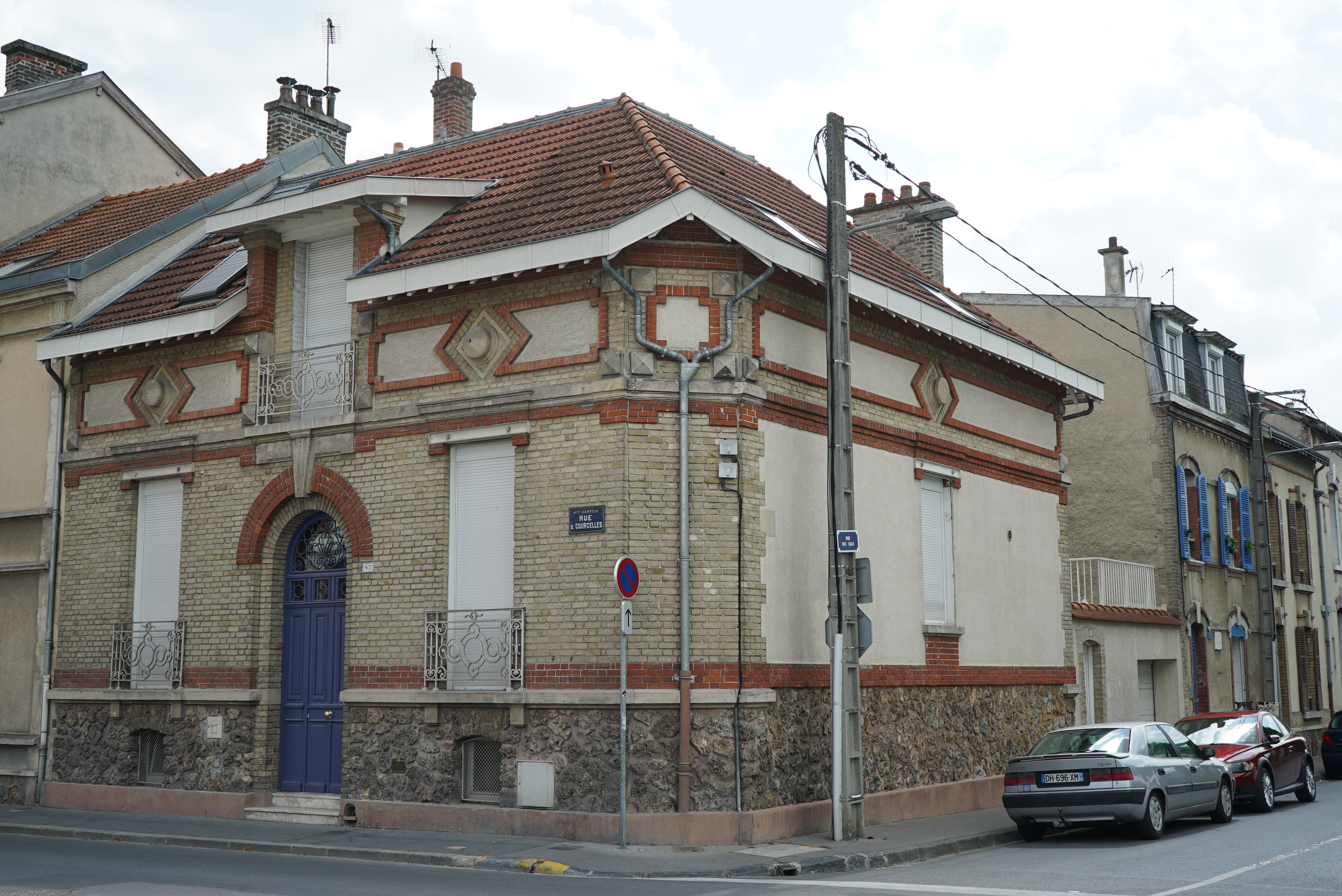
Celle du 97.